# For Love or Money (film fra 1920)
For Love or Money er en amerikansk stumfilm fra 1920 af Burton L. King.

## Medvirkende
- Virginia Lee som Antoinette Gerard
- Harry Benham som John T. Hamilton
- L. Rogers Lytton som Benson Churchill
- Stephen Grattan som Oliver Gerard
- Julia Swayne Gordon som Helen Gerard
- Mildred Wayne som Sue Dennison
- Hugh Huntley som Bob Gerard